# Adam Morrison

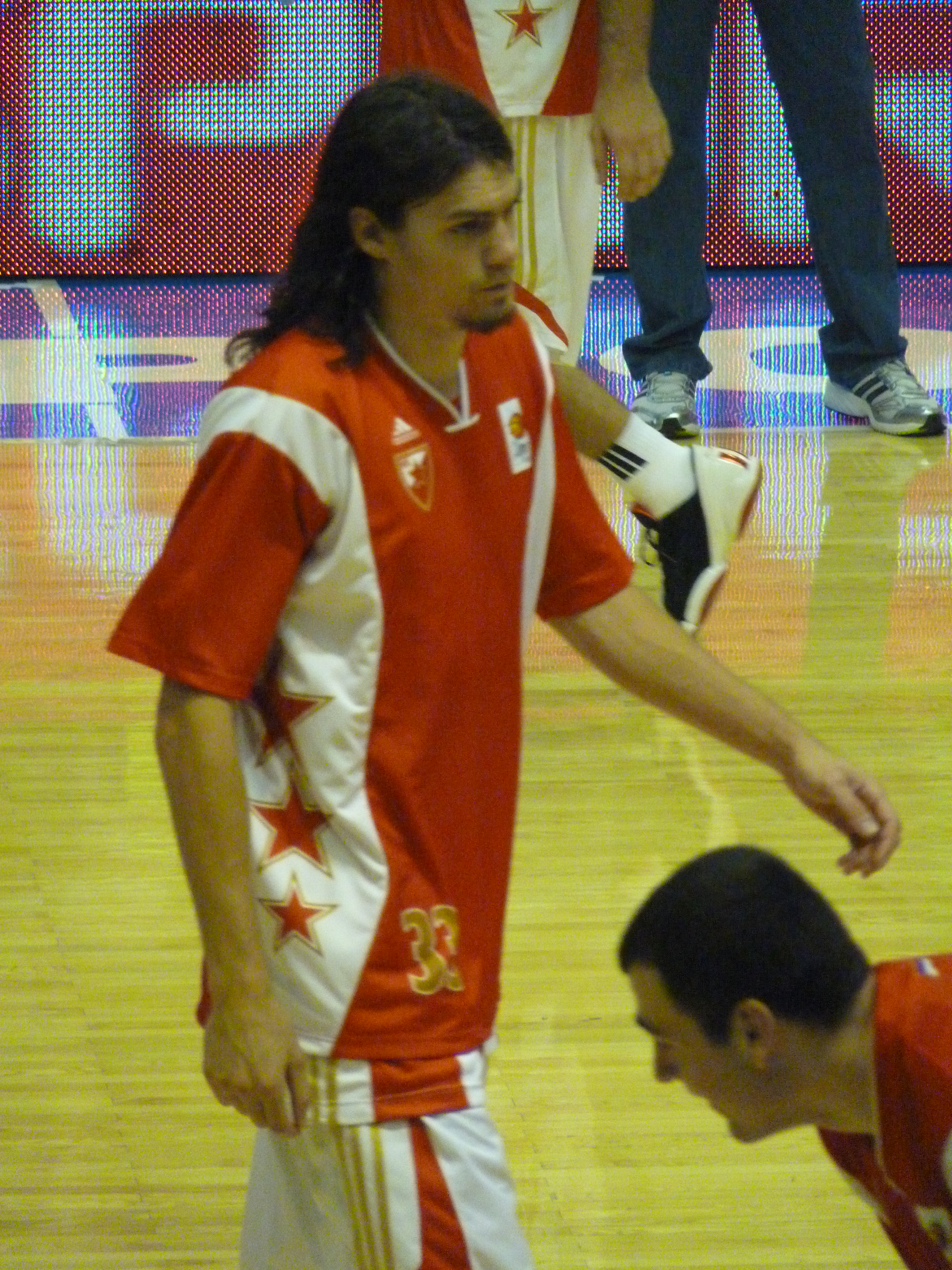
Morrison em 2011.

Adam John Morrison (Glendive, Montana, 19 de julho de 1984) é um ex-jogador de basquetebol profissionalnorte-americano que jogou pelo Charlotte Bobcats e Los Angeles Lakers na NBA.

## Carreira

### Charlotte Bobcats
Morrison jogou basquete universitário em Gonzaga e era considerado um dos melhores da NCAA.
No Draft de 2006, ele foi selecionado em terceiro lugar pelo Charlotte Bobcats. Atuou pelo Bobcats por duas temporadas (2006-07 - 2008-09), obteve médias de 11.8 pontos na primeira e 4.5 na segunda temporada.

### Los Angeles Lakers
Em fevereiro de 2009, Morrison foi envolvido em uma troca que o levou para o Los Angeles Lakers. Em duas temporadas pelos Lakers, ele jogou apenas 39 jogos, mas, foi pela franquia da Califórnia que o mesmo conquistou seu primeiro título da NBA em 2009, e o segundo em 2010.

## Estatísticas na NBA

### Temporada regular
| Ano     | Equipe      | PJ  | PT | MPP  | %TC  | %3P  | %TL  | RPP | APP | ROB | TPP | PPP  |
| ------- | ----------- | --- | -- | ---- | ---- | ---- | ---- | --- | --- | --- | --- | ---- |
| 2006-07 | Charlotte   | 78  | 23 | 29.8 | .376 | .337 | .710 | 2.9 | 2.1 | .4  | .1  | 11.8 |
| 2008-09 | Charlotte   | 44  | 5  | 15.2 | .360 | .337 | .762 | 1.6 | .9  | .2  | .1  | 4.5  |
| 2008-09 | L.A. Lakers | 8   | 0  | 5.5  | .333 | .250 | .500 | 1.0 | .4  | .0  | .0  | 1.3  |
| 2009-10 | L.A. Lakers | 31  | 0  | 7.8  | .376 | .238 | .625 | 1.0 | .6  | .1  | .1  | 2.4  |
| Total   | Total       | 161 | 28 | 20.4 | .373 | .331 | .710 | 2.1 | 1.4 | .2  | .1  | 7.5  |